# Silly-en-Saulnois
Silly-en-Saulnois es una comuna francesa situada en el departamento de Mosela, en la región de Gran Este.

## Demografía
| 36 | 37 | 35 | 35 | 38 | 36 | 33 |
| Para los censos de 1962 a 1999 la población legal corresponde a la población sin duplicidades (Fuente: INSEE [Consultar]) |    |    |    |    |    |    |